# Віялохвістка серамська
Віялохвістка серамська (Rhipidura dedemi) — вид горобцеподібних птахів родини віялохвісткових (Rhipiduridae).

## Поширення
Ендемік індонезійського острова Серам. Його природними середовищами існування є субтропічні або тропічні вологі низинні ліси та субтропічні або тропічні вологі гірські ліси.